# Sikhye
Sikhye (auch shikhye oder shikeh geschrieben; teilweise auch als dansul oder gamju bekannt) ist ein traditionelles, süßes Reisgetränk aus Korea, das gewöhnlich als Nachtisch serviert wird. Zusätzlich zu seinen flüssigen Bestandteilen enthält Sikhye oftmals gekochte Reiskörner und manchmal Pinienkerne.
Sikhye wird zubereitet, indem Malzwasser über gekochten Reis gegossen wird. Im etwa 65 °C heißen Malzwasser wird der Reis eingeweicht, bis erste Reiskörner an der Oberfläche erscheinen. Danach wird die Flüssigkeit vorsichtig abgesiebt und mit Zucker nochmals aufgekocht. Oft werden noch Ingwer oder Jujube beigegeben, um den Geschmack zu variieren. Das Getränk wird gekühlt serviert.
In Südkorea, und in koreanischen Lebensmittelläden überall auf der Welt, ist Sikhye fertig zubereitet in Dosen oder Plastikflaschen erhältlich und wird mit einem Bodensatz aus gekochtem Reis verkauft. Selbst zubereitetes Sikhye wird in koreanischen Restaurants oft nach dem Essen serviert.
Es gibt verschiedene regionale Variationen des Getränkes. In der Gegend um Andong beispielsweise wird Sikhye mit Rettich, Möhre und rotem Chilipulver zubereitet und anschließend mehrere Tage fermentiert. Während gezuckertes Sikhye gerne zum Nachtisch getrunken wird, wird Sikhye aus Andong oft eine verdauungsfördernde Wirkung zugeschrieben.

## Namen
Sikhye (식혜; 食醯) wird auch als dansul (단술) oder gamju (감주; 甘酒) bezeichnet. Beide Namen bedeuten „süßer Wein“. Allerdings besteht Verwechselungsgefahr, da gamju auch ein schwach alkoholisches Reisgetränk bezeichnet.